# Allozetes levis
Allozetes levis är en kvalsterart som beskrevs av Ohkubo 1981. Allozetes levis ingår i släktet Allozetes och familjen Austrachipteriidae. Inga underarter finns listade i Catalogue of Life.